# Сулак (Саратовская область)
Сулак — село в Краснопартизанском районе Саратовской области. Входит в состав городского поселения Горновское муниципальное образование.

## История
В Большой Саратовской энциклопедии приводится несколько возможных дат основания села: предположительно основано раскольниками в 1670 году, по другим данным в начале XVIII века либо в 1764 году, также в качестве даты основания упоминается 1795 год. В 1825 году в Сулаке построили православную церковь во имя Михаила Архангела. 
В Списке населённых мест Самарской губернии по данным 1859 года населённый пункт упомянут как казённое село Николаевского уезда, расположенное при реке Большой Иргиз и речке Сулак в 39 верстах от уездного города Николаевска по левую сторону почтового тракта из Николаевска в город Вольск Саратовской губернии. В селе имелось 311 дворов, проживали 1371 мужчина и 1355 женщин.
После крестьянской реформы село Сулак было включено в состав Сулакской волости. В 1866 году была построена вторая церковь, также во имя Михаила Архангела. Согласно Списку населённых мест Самарской губернии по сведениям за 1889 год село Сулак являлось волостным селом Сулакской волости, в селе насчитывались 812 дворов, проживали 4817 человек (бывшие казённые крестьяне, преимущественно русские, православные). В селе имелись волостное правление, 2 церкви, земская и церковно-приходская школы, проводились 2 ярмарки, по средам — базар, работали кирпичный завод, 22 ветряные мельницы, земская станция. Согласно переписи 1897 года в селе проживали 4879 человек, из них православных — 4787
В 1910 году в селе проживали 2905 мужчин и 2990 женщин, всего 908 домохозяйств. Земельный надел — 13 220 десятин удобной и 3113 десятин неудобной земли. Имелись фельдшерский пункт, квартира урядника, земская станция, военный конный участок, по средам и воскресеньям организовывались базары, ярмарки (с преимущественно мануфактурными товарами) проводились два раза в год: 29 июня (Петровская) и 1 сентября (Семёновская). Помимо православный в Сулаке также проживали старообрядцы
В 1913 году в селе было образовано общество потребителей.
В ноябре 1917 года в селе были организованы Совет рабочих и солдатских депутатов, большевистская ячейка и отряд Красной гвардии. Советская власть провозглашена 9 января 1918 года. Вскоре после этого в село приехал В. И. Чапаев для проведения срочной мобилизации. Первый красногвардейский отряд Сулака насчитывал 300 человек, возглавил его районный военный комиссар И. В. Топорков. После восстания КОМУЧа в Самаре и начала масштабных военных действий в Заволжье во второй половине июля 1918 года Сулак некоторое время находился в руках белоказаков, которые сделали его главной базой для набегов на окрестные селения. 
В 1921 году Сулакская волость вошла в Балаковский уезд, в 1923 году Сулакскую волость упразднили и включили в Сухо-Отрогскую волость. Зимой 1921–1922 годов в Сулаке свирепствовал голод. Перепись 1926 года зафиксировала в селе 2986 жителей. 
С началом коллективизации в Сулаке был создан колхоз «Чапаевец». В 1935 году Сулак стал административным центром Чапаевского района Саратовской области. В Сулаке издавалась районная газета «Чапаевец». Обе церкви были закрыты и впоследствии разрушены. 
Великая Отечественная война унесла жизни более ста сулакцев. В 1958 году в связи с упразднением Чапаевского района село было включено в состав Краснопартизанского района.
В 2006 году был освящён православный храм в честь Казанской иконы Божией Матери

## Население
Динамика численности населения по годам:
| Годы      | 1859 | 1889 | 1897 | 1910 | 1926 |
| --------- | ---- | ---- | ---- | ---- | ---- |
| Население | 2726 | 4817 | 4879 | 5895 | 2986 |

| 1939 | 2002  | 2010  | 2012  | 2013  |
| ---- | ----- | ----- | ----- | ----- |
| 3273 | ↘1331 | ↘1097 | ↘1055 | ↘1015 |

Национальный состав
Согласно результатам переписи 2002 года русские составляли 77 % населения села.

## Известные уроженцы
Егоров Павел Иванович — Герой Советского Союза. 